# Unités de mesure cubaines
Plusieurs unités de mesure ont été utilisées à Cuba pour mesurer des quantités telles que la masse, la superficie et les volumes, héritées de la colonisation espagnole.
À Cuba, le système métrique est le système en vigueur depuis 1858.

## Unités non-métriques, après 1858
Dans les années 1920, d'autres unités de systèmes non métriques furent également utilisées : d’anciennes espagnoles, des américaines et des locales.

### Longueur
Plusieurs unités ont été utilisées pour mesurer la longueur. La vegua (lieue en français) cubaine valant approximativement  2 2⁄3 de pouces  soit environ 6,77 cm. ce qui est sensiblement différent de la valeur d'une legua en unités coutumières espagnoles ou d'autres lieue, qui pouvaient varier d'environ 1 500 mètres à 11 000 mètres.
Un vara était égal à 33,384 pouces.

### Masse
Un certain nombre d'unités ont été utilisées pour mesurer la masse. Dans les années 1920, certaines des unités ont été utilisées en plus du système métrique. Elles appartenaient aux anciennes unités espagnoles, américaines et locales : 
- Un tonelada (tonne en français) valant 1 000 kg.
- Un tercio valant 72,22 kg.
- Une libra (livre) était égale à 1,0161 livre (livre américaine de 1893).

### Surface
Plusieurs unités ont été utilisées pour mesurer la surface. Dans les années 1920, une caballeria (es) cubaine était égale à 134 202 m2 (13,420 ha). Certaines des unités qui ont été utilisées dans les années 1920 en plus du système métrique, et qui appartenaient aux anciens systèmes espagnols, américains, et locaux : 
- Un cordele valant 1⁄324 caballeria
- Une fanega valant 1⁄12 caballeria [2]

### Volume
Plusieurs unités ont été utilisées pour mesurer les volumes. Durant les années 1920, un bocoy était égal à 136,27 litres,. Un barrile était égal à 1⁄6 de bocoy. Une arroba utilisé en mesure liquide était égale à 4,263 gallons.
Une fanega en mesure sèche, assez rarement utilisée, était égale à 1,599 boisseaux. Par ailleurs, une fanega en mesure liquide équivalait à 16 gallons.